# Conifer
Conifer è un'area non incorporata degli Stati Uniti d'America della contea di Jefferson nello Stato del Colorado. Conifer si trova lungo la U.S. Route 285 ai piedi ad ovest di Denver.

## Geografia fisica
Conifer è situata a 39°31′16″N 105°18′19″W (39.5210995, -105.3052708).

## Storia
Un ufficio postale chiamato Conifer fu creato nel 1894. Alcuni dicono che la comunità prende questo nome in onore di George Conifer, il proprietario di una taverna locale, mentre altri credono che le conifere nei pressi del sito originario della città hanno causato la scelta del nome.

## Curiosità
Conifer è stato il luogo di morte dell'astronauta statunitense Bruce McCandless, noto per una fotografia del 1984 che ritraeva lui fluttuante nello spazio senza cavi di sicurezza, nella missione STS-41-B.